# Exopalpus andina
Exopalpus andina är en tvåvingeart som först beskrevs av Townsend 1914.  Exopalpus andina ingår i släktet Exopalpus och familjen parasitflugor.
Artens utbredningsområde är Peru. Inga underarter finns listade i Catalogue of Life.